# Aşağıçamlı, Ulus
Aşağıçamlı là một xã thuộc huyện Ulus, tỉnh Bartın, Thổ Nhĩ Kỳ. Dân số thời điểm năm 2011 là 120 người.